# هوتن دولتي
{{db| 
السادة مسؤولو ويكيبيديا المحترمون،
أود أن أطلب حذف صفحة ويكيبيديا "هوتن دولتي" للأسباب التالية:
1. **عدم استيفاء معايير الملحوظية في ويكيبيديا** – لا يمتلك الموضوع مصادر مستقلة وموثوقة كافية تُثبت أهميته. معظم المصادر المتاحة إما منشورة ذاتيًا أو تابعة لمجموعات معينة، مما لا يتماشى مع معايير التحقق في ويكيبيديا.
2. **انتهاك سياسة السير الذاتية للأشخاص الأحياء (BLP) في ويكيبيديا** – تحتوي المقالة على ادعاءات غير مؤكدة أو مضللة تفتقر إلى الاستشهاد بمصادر موثوقة. تتطلب سياسة BLP في ويكيبيديا الالتزام الصارم بالمعلومات القابلة للتحقق، وهذه الصفحة لا تفي بهذا المعيار.
3. **الطابع الترويجي للمحتوى** – يبدو أن المقالة تروج لرواية معينة بدلاً من تقديم وجهة نظر محايدة ومتوازنة. وهذا يتعارض مع إرشادات ويكيبيديا بشأن الحياد واستخدام المصادر الموثوقة.
لهذه الأسباب، أطلب النظر في حذف الصفحة.
تحياتي،
آرش سلطانی }} 
}}  
هوولد (5 شباط 1977م، في طهران، إيران) ناشط سياسي وعضو جبهة إيران الوطنية. سجن لمدّة سنة ونصف السنة في سجن إيفين.

## السيرة الذاتية
عمل هوتن دولتي مهندسا وصحفيا قبل توقيفه من قبل الحكومة الإيرانية. وكان أحد مؤسسي منظمة السلام الأخضر في إيران.

## التوقيف والمحاكمة
في الخامس عشر من مارس/آذار عام 2013 اعتقل هوتن دولتي بتهم “الانتساب لمجموعات محظورة”. وحكم عليه بالسجن سنة ونصف السنة، ومنع من الانتساب لأيّ حزب سياسي أو مجموعة اجتماعية لمدة خمسة سنوات.

## الإضراب عن الطعام
أنكر هوتن دولتي العناية الطبية مرارا وتكرارا بالعيادة في سجن إيفين في طهران. وقد أضرب عن الطّعام منذ 28 نوفمبر/تشرين الثّاني 2013، كاحتجاج على عدم العناية الطبية لحالته القلبية المزمنة.

## الخروج من السجن
أفرج عن هوتن دولتي في 6 سبتمبر/أيلول 2014.